# Alexis Louder
Alexis Louder es una actriz estadounidense de Charlotte, Carolina del Norte. Es conocida por The Tomorrow War y Copshop de 2021.

## Carrera
Louder se graduó en el College of Arts + Architecture de la Universidad de Carolina del Norte en Charlotte en 2013.
Actuó como invitada como Lisina en la quinta temporada de The Originals y en Watchmen como Ruth Williams, la difunta madre de Hooded Justice y bisabuela de Sister Night.
Louder interpretó a Nicole Deptul en The Terminal List de Amazon Prime Video.
Cary Darling del Houston Chronicle y Michael O'Sullivan de The Washington Post destacaron la actuación de Louder en Copshop como "ladrona del show" y "convincente".

## Filmografía

### Películas
| Año  | Título           | Papel               | Notas |
| ---- | ---------------- | ------------------- | ----- |
| 2017 | Silence Her      | Riley "Yang" Jansen |       |
| 2018 | Black Panther    | Mujer nigeriana #2  |       |
| 2019 | Dolphin Kick     | Nova                |       |
| 2019 | Harriet          | Jane                |       |
| 2021 | The Tomorrow War | Diablo              |       |
| 2021 | Copshop          | Valerie Young       |       |
| 2022 | Violent Night    | Linda               |       |
| 2023 | Weathering       | Gemina              |       |

### Televisión
| Año  | Título                        | Papel           | Notas                                       |
| ---- | ----------------------------- | --------------- | ------------------------------------------- |
| 2015 | Acing the Undergrad: The Show | Michelle Scott  | 4 episodios                                 |
| 2016 | Wishful Thinking              | Amy             | Miniserie                                   |
| 2016 | Fatal Attraction              | LaShonda Spell  | Episodio: "Gasping for Air"                 |
| 2016 | Your Worst Nightmare          | Sabrina Davies  | Episodio: "Primal Instincts"                |
| 2017 | Podcasters                    |                 | Película de televisión                      |
| 2018 | The Quad                      | Angela Moore    | 3 episodios                                 |
| 2018 | NCIS: New Orleans             | Sophie Kendrick | Episodio: "Mind Games"                      |
| 2018 | The Originals                 | Lisana          | 5 episodios                                 |
| 2018 | Greenleaf                     | Lisa Nolan      | Episodio: "Chain of Command"                |
| 2018 | Star                          | Bianca          | 2 episodios                                 |
| 2019 | Chicago P.D.                  | Jasmine Price   | 2 episodios                                 |
| 2019 | Deadly Dispatch               | Shania          | Película de televisión                      |
| 2019 | Watchmen                      | Ruth Williams   | 5 episodios                                 |
| 2020 | Charmed                       | Lee Duhon       | Episodio: "The Enemy of My Frenemy"         |
| 2020 | Teenage Bounty Hunters        | Clea Kincaid    | Episodio: "This Must Be How Dumb Kids Feel" |
| 2020 | The Good Lord Bird            |                 | Episodio: "A Wicked Plot"                   |
| 2022 | The Terminal List             | Nicole Deptul   | 4 episodios                                 |